# Нідерланди на літніх Олімпійських іграх 1900
Нідерланди дебютувала на літніх Олімпійських іграх 1900 і була представлена 29 спортсменами в 6 видах спорту.  За результатами змагань команда зайняла 18-е місце в загальнокомандному заліку.
Результати деяких спортсменів у вітрильному спорту, виділені курсивом та жирним, зараховані змішаній команді.

## Медалісти

### Золото
|   |                                                                               |                                                 |
| № | Спортсмени                                                                    | Вид спорту (дисципліна)                         |
| 1 | Франсуа Брандт, Рулоф Клейн, Германус Брокманн, невідомий французький хлопчик | Вітрильний спорт (розпашні двійки зі стерновим) |

### Срібло
|   |                                                                              |                                                        |
| № | Спортсмени                                                                   | Вид спорту (дисципліна)                                |
| 1 | Кунрад Гібендал, Ґерт Лотсі, Паул Лотсі, Йоганнес Тервоґт, Германус Брокманн | Академічне веслування (розпашні четвірки зі стерновим) |
| 2 | Генрі Смулдерс, Кріс Гоейкас, Арі ван дер Велден                             | Вітрильний спорт (3—10 тонн)                           |

### Бронза
|   | |                                             |
| № | Спортсмени | Вид спорту (дисципліна)                     |
| 1 | Солько ван ден Берг, Антоніус Боунс, Дірк Буест Гіпс, Генрік Сіллем, Ентоні Свеййс                                                                    | Стрільба (Пістолет серед команд, 50 метрів) |
| 2 | Йоганнес Дрост | Плавання (200 метрів на спині)              |
| 3 | Франсуа Брандт, Йоганнес ван Дейк, Рулоф Клейн, Рюрд Леґстра, Валтер Мідделберґ, Гендрік Оффергаус, Валтер Тейссен, Генрікус Тромп, Германус Брокманн | Академічне веслування (вісімки)             |

## Результати змагань

### Академічне веслування
| Змагання                       | Спортсмени | Півфінал  | Півфінал | Фінал     | Фінал |
| Змагання                       | Спортсмени | Результат | Місце    | Результат | Місце |
| ------------------------------ | --- | --------- | -------- | --------- | ----- |
| Розпашні четвірки зі стерновим | Кунрад Гібендал, Ґерт Лотсі, Паул Лотсі, Йоганнес Тервоґт, Германус Брокманн                                                                           | 6:02,0    | 1        | 6:03,0    | 2     |
| Вісімки                        | Франсуа Брандт, Йоганнес ван Дейк, Рулоф Клейн, Рюрд Леґстра, Валтер Мідделберґ, Гендрік Оффергаус, Валтер Тейссен, Генрікус Тромп, Германус Брокманн, | 4:59.2    | 1        | 6:23,0    | 3     |

### Вітрильний спорт
| Змагання                       | Спортсмени                                                                    | Яхта              | Результат | Місце |
| ------------------------------ | ----------------------------------------------------------------------------- | ----------------- | --------- | ----- |
| Розпашні двійки зі стерновим   | Франсуа Брандт, Рулоф Клейн, Германус Брокманн, невідомий французький хлопчик | Minerva Amsterdam | 7:34.2    | 1     |
| Розпашні четвірки зі стерновим | Генрі Смулдерс, Кріс Гоейкас, Арі ван дер Велден                              | Mascotte          | 3:46:52   | 2     |
| Розпашні четвірки зі стерновим | Генрі Смулдерс, Кріс Гоейкас, Арі ван дер Велден                              | Mascotte          | 4:46:36   | 4     |
| Вісімки                        | Генрі Смулдерс, Кріс Гоейкас, Арі ван дер Велден                              | Mascotte          | DNF       | DNF   |

### Плавання
| Змагання              | Спортсмени      | Півфінал  | Півфінал | Фінал      | Фінал      |
| Змагання              | Спортсмени      | Результат | Місце    | Результат  | Місце      |
| --------------------- | --------------- | --------- | -------- | ---------- | ---------- |
| 200 м вільним стилем  | Герман де Бей   | 3:10,4    | 2        | не пройшов | не пройшов |
| 4000 м вільним стилем | Едуард Меєр     | 1:17:55,4 | 2        | 1:16:37,2  | 5          |
| 200 м на спині        | Йоганнес Дрост  | 3:10,2    | 2        | 3:01,0     | 3          |
| 200 м на спині        | Йоганнес Блумен | 3:09,2    | 1        | 3:02,2     | 4          |

### Стрільба
| Змагання                                    | Спортсмени                                                                         | Результат | Місце |
| ------------------------------------------- | ---------------------------------------------------------------------------------- | --------- | ----- |
| Довільний пістолет, 50 метрів               | Дірк Буест Гіпс                                                                    | 437       | 6     |
| Довільний пістолет, 50 метрів               | Генрік Сіллем                                                                      | 408       | 12    |
| Довільний пістолет, 50 метрів               | Антоніус Боунс                                                                     | 390       | 15    |
| Довільний пістолет, 50 метрів               | Солько ван ден Берг                                                                | 331       | 18    |
| Довільний пістолет, 50 метрів               | Ентоні Свеййс                                                                      | 310       | 20    |
| Пістолет серед команд, 50 метрів            | Солько ван ден Берг, Антоніус Боунс, Дірк Буест Гіпс, Генрік Сіллем, Ентоні Свеййс | 1876      | 3     |
| Довільна гвинтівка, 300 метрів, стоячи      | Маркус Равенсвай                                                                   | 272       | 14    |
| Довільна гвинтівка, 300 метрів, стоячи      | Ейлке Фюрман                                                                       | 261       | 22    |
| Довільна гвинтівка, 300 метрів, стоячи      | Генрік Сіллем                                                                      | 249       | 25    |
| Довільна гвинтівка, 300 метрів, стоячи      | Солько ван ден Берг                                                                | 239       | 26    |
| Довільна гвинтівка, 300 метрів, стоячи      | Антоніус Боунс                                                                     | 238       | 28    |
| Довільна гвинтівка, 300 метрів, з коліна    | Маркус Равенсвай                                                                   | 306       | 5     |
| Довільна гвинтівка, 300 метрів, з коліна    | Ейлке Фюрман                                                                       | 303       | 6     |
| Довільна гвинтівка, 300 метрів, з коліна    | Антоніус Боунс                                                                     | 296       | 11    |
| Довільна гвинтівка, 300 метрів, з коліна    | Генрік Сіллем                                                                      | 281       | 19    |
| Довільна гвинтівка, 300 метрів, з коліна    | Солько ван ден Берг                                                                | 274       | 20    |
| Довільна гвинтівка, 300 метрів, лежачи      | Генрік Сіллем                                                                      | 317       | 6     |
| Довільна гвинтівка, 300 метрів, лежачи      | Ейлке Фюрман                                                                       | 312       | 8     |
| Довільна гвинтівка, 300 метрів, лежачи      | Маркус Равенсвай                                                                   | 303       | 14    |
| Довільна гвинтівка, 300 метрів, лежачи      | Солько ван ден Берг                                                                | 292       | 20    |
| Довільна гвинтівка, 300 метрів, лежачи      | Антоніус Боунс                                                                     | 278       | 26    |
| Довільна гвинтівка, 300 метрів, 3 положення | Маркус Равенсвай                                                                   | 881       | 9     |
| Довільна гвинтівка, 300 метрів, 3 положення | Ейлке Фюрман                                                                       | 876       | 14    |
| Довільна гвинтівка, 300 метрів, 3 положення | Генрік Сіллем                                                                      | 847       | 18    |
| Довільна гвинтівка, 300 метрів, 3 положення | Антоніус Боунс                                                                     | 812       | 25    |
| Довільна гвинтівка, 300 метрів, 3 положення | Солько ван ден Берг                                                                | 805       | 27    |
| Довільна гвинтівка, 300 метрів, команда     | Солько ван ден Берг, Антоніус Боунс, Маркус Равенсвай, Генрік Сіллем, Ейлке Фюрман | 4221      | 5     |

### Стрільба із лука
У Офіційному звіті за 1900 рік зазначено, що шестеро невідомих нідерландських лучників брали участь у змаганнях А ля ерш та А ля пірамід. Проте, схоже, жоден з них не пройшов до фіналів індивідуальних дисциплін.

### Фехтування
| Змагання            | Спортсмен                 | Перший раунд | Перший раунд | Чвертьфінал | Чвертьфінал | Додатковий раунд | Додатковий раунд | Півфінал   | Півфінал   | Півфінал   | Фінал      | Фінал      | Фінал      |
| Змагання            | Спортсмен                 | Результат    | Місце        | Результат   | Місце       | Результат        | Місце            | Місце      | Перемог    | Поразок    | Місце      | Перемог    | поразок    |
| ------------------- | ------------------------- | ------------ | ------------ | ----------- | ----------- | ---------------- | ---------------- | ---------- | ---------- | ---------- | ---------- | ---------- | ---------- |
| Шпага серед маєстро | Антоніус ван Ньївенгейзен | 3-6          | невідомо     | —           | —           | —                | —                | не пройшов | не пройшов | не пройшов | не пройшов | не пройшов | не пройшов |

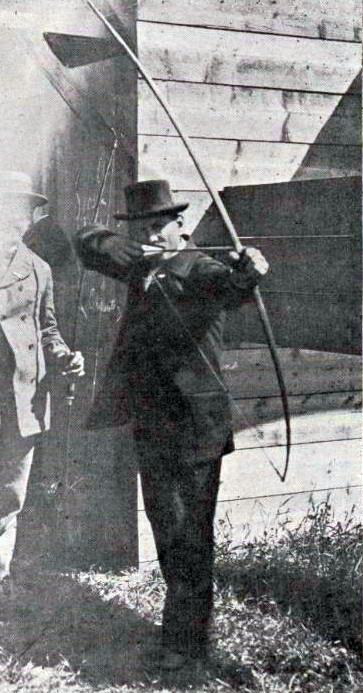
Невідомий учасник змагань зі стрільби з лука